# Vyšná Myšľa
Vyšná Myšľa (Hongaars: Felsőmislye) is een Slowaakse gemeente in de regio Košice, en maakt deel uit van het district Košice-okolie.
Vyšná Myšľa telt 906 inwoners.